# Scottyita
La scottyita és un mineral de la classe dels silicats. Rep el nom per Michael Scott (11 de febrer de 1945), el primer CEO d'Apple i un patrocinador important del projecte Rruff.

## Característiques
La scottyita és un silicat de fórmula química BaCu₂Si₂O₇. Va ser aprovada com a espècie vàlida per l'Associació Mineralògica Internacional l'any 2012. Cristal·litza en el sistema ortoròmbic. La seva duresa a l'escala de Mohs es troba entre 4 i 5.

## Formació i jaciments
Va ser descoberta a la mina Wessels, a la localitat de Hotazel, dins el camp de manganès del Kalahari (Cap Septentrional, Sud-àfrica). També ha estat descrita en diversos indrets dels districtes de Vulkaneifel i Mayen-Koblenz, a Renània-Palatinat (Alemanya), sent aquests, juntament amb la localitat tipus, els únics indrets a tot el planeta on ha estat descrita aquesta espècie mineral.